# Editura Tineretului
Editura Tineretului a fost o editură din România care publica în general, după cum arată și numele, literatură pentru copii și tineret. Avea mai multe colecții, dintre care se pot remarca, Cutezătorii, Romane de ieri și de azi, Oameni de seamă, Aventura.

## Istoric
Editura a fost fondată în 1952. Din 1970, Editura Tineretului a devenit Editura Albatros.

## Colecții[1]
- Aventura
- Biblioteca școlarului
- Cutezătorii . O colecție Cutezătorii de cărți istorice și de aventură[2] și Colecția SF - seria I (simbol: "Racheta + steaua"), 1961-1965
- Colecția SF - seria a II-a (simbol: "Triunghiul de obicei roșu"), 1966-1971. În 1970-1971, volumele SF au fost publicate de Editura Albatros.
- În jurul lumii
- Înșiră-te mărgărite
- Lyceum
- Oameni de seamă
- Povești nemuritoare
- Să știm
- Romane de ieri și de azi
- Clubul temerarilor
- Micromonografii / Mici monografii
- Umor